# Petr Kubes
Petr Kubes (* 31. března 1972 Olomouc) je český divadelní, filmový a seriálový český herec.
Vystudoval herectví na DAMU v Praze pod vedením Luboše Pistoriuse. Po krátkých angažmá v Mladé Boleslavi a Městských divadlech pražských se vrátil do rodné Olomouce, kde v Moravském divadle působil šestnáct let a vytvořil téměř padesát rolí, mimo jiné Hamleta, Solnesse ve Staviteli Solnessovi, Dona Juana v Horváthově hře Don Juan se vrací z války či Cyrana z Bergeracu. Vedle divadla spolupracuje s rozhlasem a věnuje se nahrávání audioknih. Od roku 2019 je členem činohry Národního divadla Brno, kde ztvárnil například Krůtu v Kunderových Majitelích klíčů, mužské i ženské role ve Zlatém drakovi, Kněze v Doktorce Roberta Ickea a Vladimíra v Beckettově Čekání na Godota. Mezi jeho zájmy patří cestování. Mezi jeho oblíbené destinace patří portugalský Lisabon. V dětství rád hrával fotbal, kterému se příležitostně věnuje i v dospělosti.
Má dvě děti Theodora a Esther.

## Role v Národním divadle Brno (výběr)
- Dr. Alois Neuwirt, vědec – Pokoušení
- Marek – Obraz v Domě umění
- Spisovatel – Déšť
- Bleška – Antigona v Novém Yorku
- Ředitel divadla (Pavel Zhoř) – Mešita
- Tulák – Ze života hmyzu
- Marek – Obraz

## Účinkování Moravském divadle Olomouc (výběr)
- Evžen Oněgin
- Starci na chmelu
- Boží mlýny
- Petr a Lucie
- Cyrano z Bergeracu
- Mistr a Markétka
- Robin Hood
- Šakalí léta
- Hamlet
- Višňový sad
- Stavitel Solness
- Don Juan se vrací z války

## Filmy a seriály
- Skoro úplně vymyšlený film
- Les mrtvých (TV film)
- Testament (amatérský film)
- Maryška (TV film)
- Nejasná zpráva o konci světa
- Policie Modrava
- Sestřička (S02E05)
- Rozsudek (seriál)
- Inženýr a uklízečka (S01E03)
- Ležáky 42